# Bündnis Sahra Wagenknecht
Bündnis Sahra Wagenknecht – Vernunft und Gerechtigkeit (Nederlands: Alliantie Sahra Wagenknecht – Rede en Gerechtigheid), afgekort BSW, is een Duitse links-nationalistische, populistische en sociaal-conservatieve politieke partij. Ze werd in 2024 gesticht door voormalige leden van Die Linke rond Sahra Wagenknecht. De BSW zetelt sinds 2024 in de regeringen van de deelstaten Brandenburg en Thüringen.

## Geschiedenis

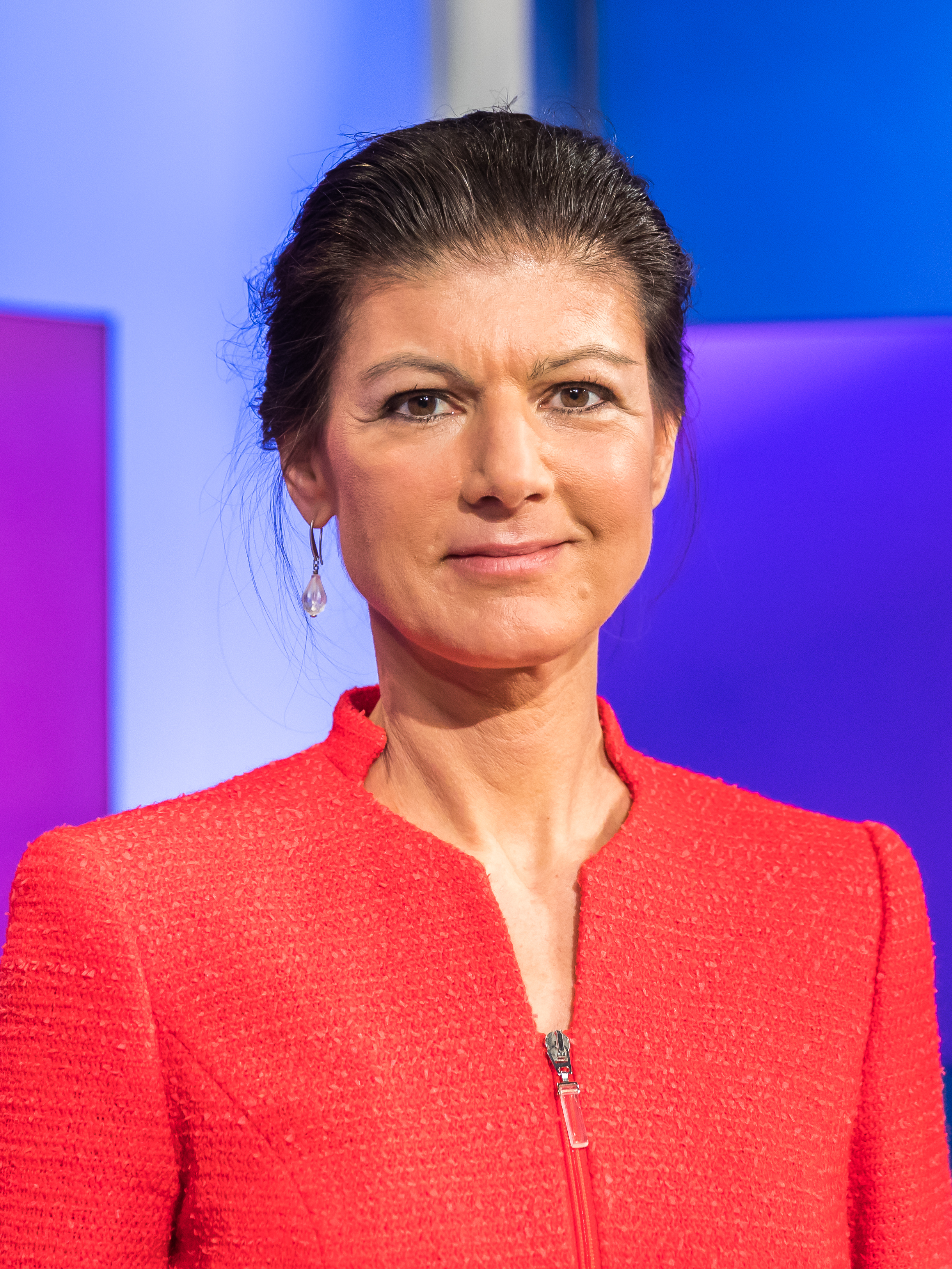
Sahra Wagenknecht in 2023

Sahra Wagenknecht is al politiek actief sinds ze zich in 1989 aansloot bij de SED, een partij die vervolgens opging in de PDS (1989–2007), die op haar beurt in 2007 fuseerde tot Die Linke. Als een prominente linkse politica was ze onder meer lid van het Europees Parlement (2004–2009) en van de Bondsdag (sinds 2009).
In 2021 ontstonden de eerste speculaties dat Wagenknecht een eigen partij wilde oprichten. Dit omdat ze steeds vaker van mening verschilde met de partijlijn van Die Linke. Ze was onder meer sceptisch over de progressieve partijstandpunten inzake groene politiek en migratie en in 2022 stelde ze tevens de steun voor Oekraïne in de Russisch-Oekraïense Oorlog ter discussie. Uiteindelijk kondigde Wagenknecht in oktober 2023 aan per direct uit de Bondsdagfractie van Die Linke te stappen en de nieuwe beweging Bündnis Sahra Wagenknecht (BSW) op te richten. Ze verklaarde een andere, sociaal-conservatieve en nationalistischere koers te willen varen om te concurreren met de extreemrechtse Alternative für Deutschland (AfD). Negen collega-parlementariërs van Die Linke sloten zich bij haar aan: Amira Mohamed Ali, Alexander Ulrich, Christian Leye, Sevim Dağdelen, Andrej Hunko, Żaklin Nastić, Ali Al-Dailami, Klaus Ernst en Jessica Tatti. Op 8 januari 2024 werd de nieuwe partij officieel gesticht. Hierop vooruitlopend was op 26 september 2023 al een geregistreerde vereniging opgericht.
De BSW trad aan bij de Europese verkiezingen van 9 juni 2024 en kreeg 6,17% van de stemmen, voornamelijk in voormalig Oost-Duitsland. De partij veroverde daarmee 6 van de 96 zetels, meer dan Die Linke behaalde in 2019 (5 zetels) en in 2024 (3).
Vervolgens deed de partij in september 2024 mee aan de regionale verkiezingen in Brandenburg, Saksen en Thüringen. In elk van deze oostelijke deelstaten werd de BSW vanuit het niets de derde grootste partij, terwijl Die Linke forse verliezen leden. Zowel in Brandenburg als in Thüringen slaagde de BSW erin regeringsdeelname af te dwingen. De partij profiteerde daarbij vooral van het feit dat een samenwerking met de rechts-radicale AfD door alle partijen werd uitgesloten en er zonder de BSW geen andere meerderheidscoalitie kon worden gevormd. In Brandenburg regeert de partij met de sociaaldemocratische SPD en in Thüringen met de SPD en de conservatieve CDU (een zogeheten Braamcoalitie).

## Verkiezingsuitslagen

### Bondsdagverkiezingen
Op 23 februari 2025 heeft BSW voor het eerst deelgenomen aan de verkiezingen voor de Bondsdag.
| Jaar | Spitzenkandidaat  | Percentage | Zetels | Positie na verkiezingen             |
| ---- | ----------------- | ---------- | ------ | ----------------------------------- |
| 2025 | Sahra Wagenknecht | 4,981%     | 0      | niet voldaan aan kiesdrempel van 5% |

### Landdagverkiezingen
In 6 van de 16 Duitse deelstaten is de BSW vertegenwoordigd in het deelstaatparlement (in de meeste gevallen de Landdag genoemd). Bij de meest recente deelstaatverkiezingen behaalde de partij de volgende resultaten:
| Deelstaat   | Jaar | Percentage | Zetels   | Positie na verkiezingen           |
| ----------- | ---- | ---------- | -------- | --------------------------------- |
| Brandenburg | 2024 | 13,5%      | 14 / 88  | coalitieregering (met SPD)        |
| Saksen      | 2024 | 11,8%      | 15 / 120 | oppositie                         |
| Thüringen   | 2024 | 15,8%      | 15 / 88  | coalitieregering (met CDU en SPD) |

Daarnaast beschikt de partij over elk één zetel in de parlementen van Berlijn, Hamburg en Rijnland-Palts. Deze worden bekleed door parlementariërs die vanuit andere partijen naar de BSW zijn overgelopen.

### Europese verkiezingen
De BSW behaalde de volgende resultaten bij de verkiezingen voor het Europees Parlement:
| Jaar | Percentage | Zetels |
| ---- | ---------- | ------ |
| 2024 | 6,2%       | 6 / 96 |

De Europarlementariërs van de BSW behoren tot de niet-fractiegebonden leden van het Europees Parlement.